# تکن: انتقام خون
تکن: انتقام خونین (به ژاپنی: 鉄拳 ブラッド・ベンジェンス Tekken Buraddo Benjensu) یک فیلم پویانمایی سه‌بعدی در ژانر اکشن رزمی به کارگردانی یوئیچی موری و محصول سال ۲۰۱۱ کشور ژاپن است که بر اساس مجموعه بازی‌های مبارزه‌ای تکن ساخته شده است. این فیلم به همراه بازی برای کنسول پلی‌استیشن ۳ با نام «تکن هایبرید» و برای نینتندو ۳دی‌اس با نام «تکن ۳بعدی: نسخه نخست» منتشر شده است. تهیه‌کننده سری تکن، کاتسوهیرو هارادا اعلام کرد هر دو زبان انگلیسی و ژاپنی در فیلم قابل انتخاب است و او اشاره داشت «تا جایی که برایمان امکان داشت، سعی شده از صداپیشگان نسخه بازی در آن استفاده شود».
تکن: انتقام خون بر روی دیسک بلو-ری و دی‌وی‌دی در ۲۲ نوامبر ۲۰۱۱ در آمریکای شمالی و ۱ دسامبر ۲۰۱۱ در ژاپن منتشر شد. با وجود اجرای نسخه بلو-ری آن بر روی بلو-ری پلیرها با اجرای آن بر روی پلی‌استیشن ۳ به دارنده این امکان را می‌داد تا بتواند نسخه با گرافیک اچ‌دی تکن تگ تورنومنت که در سال ۱۹۹۹ بر روی آرکید و ۲۰۰۰ برای پلی‌استیشن ۲ منتشر شده بود، به همراه نسخه دمو بازی تکن تگ تورنومنت ۲ که شامل ۴ شخصیت است بازی کند. نسخه سه‌بعدی فیلم نیز برای نینتندو ۳دی‌اس در دسترس قرار گرفت و این اولین فیلمی است که برای ۳دی‌اس منتشر شده است.

## داستان
داستان فیلم که رویدادهای آن بین تکن ۵ و تکن ۶ رخ می‌دهد، با آنا ویلیامز شروع می‌شود که برای خواهر خود نینا ویلیامز که در حال حاضر برای جین کازاما، رهبر جدید میشیما زایباتسو کار می‌کند، دام گذاشته است. آنا نیز برای کازویا میشیما و جی کورپوریشن کار می‌کند و هر دو طرف به دنبال بدست آوردن راهی برای کنترل ژن ام که توانایی آزاد کردن نیروی مافوق‌طبیعی که در خون خاندان میشیما در جریان است، را دارد. آن‌ها به دنبال بدست آوردن اطلاعات از دانش‌آموزی به نام شین کامیئا هستند که ممکن است کلیدی برای رسیدن به هدفشان یعنی سلول ام باشد، چون او تنها بازمانده از آزمایش‌های ژن ام است. آنا، لینگ شائویو را برای جاسوسی اعزام کرده، از طرف دیگر جین نیز یک ربات انسان‌نما به نام آلیسا بسکونوویچ را به همین منظور می‌فرستد.

## صداپیشگان
| شخصیت           | صداپیشگان نسخه ژاپنی | صداگذاری نسخه انگلیسی |
| --------------- | -------------------- | --------------------- |
| لینگ شائویو     | مایا ساکاموتو        | کری کرانن             |
| آلیسا بسکونوویچ | یوکی ماتسواوکا       | کریستینا وی           |
| شین کامیا       | مامورو میانو         | دیوید وینسنت          |
| هیهاچی میشیما   | اونشو ایشیزوکا       | تیلور هنری            |
| کازویا میشیما   | ماسانوری شینوهارا    | کایل هبرت             |
| جین کازاما      | ایشین چیبا           | دارن دنیلز            |
| نینا ویلیامز    | آتسوکو تاناکا        | شارلوت بل             |
| آنا ویلیامز     | آکنو واتانابه        | تارا پلت              |
| لی چائولان      | ریوتارو اوکیایو      | کایجی تانگ            |
| گانریو          | هیده‌ناری اوگاکی      | جرج سی کول            |
| پاندا           | تاکه‌تورا             | تاکه‌تورا              |
| موکوجین         | کیکو نموتو           | شارلوت بل             |